# Équipe de Tahiti de football à la Coupe d'Océanie 2012
Cet article présente le parcours de l'Équipe de Tahiti de football lors de la phase finale de la Coupe d'Océanie de football 2012, organisée aux Îles Salomon. Le sélectionneur, Eddy Etaeta, en poste depuis 2010, réussit l'exploit d'emmener son équipe jusqu'au titre, faisant de Tahiti la troisième nation sacrée dans la compétition, avec l'Australie et la Nouvelle-Zélande.
C'est l'attaquant Lorenzo Tehau, qui est le meilleur buteur tahitien de la phase finale avec cinq buts, lors des cinq rencontres jouées par les Toa Aito. Avec ses frères Jonathan et Tehau et son cousin Teaonui, ils marquent quinze des vingt buts de l'équipe polynésienne.
Cette victoire permet aux Tahitiens de décrocher un billet pour la Coupe des confédérations 2013, organisée l'année suivante au Brésil.

## Qualifications
En vertu d'un bon classement FIFA, l'équipe de Tahiti est exemptée de qualifications. En effet, seules les quatre moins bonnes sélections océaniennes doivent s'affronter en tour préliminaire pour déterminer la huitième et dernière équipe qualifiée pour la phase finale de la Coupe d'Océanie. Ce sont les Samoa qui tirent leur épingle du jeu, devançant les Samoa américaines, les Tonga et la sélection des îles Cook.

## Coupe d'Océanie 2012
Au premier tour, Tahiti est versée dans le Groupe A, en compagnie de la Nouvelle-Calédonie, des Samoa et du Vanuatu.
Le 1er juin, la sélection rencontre l'équipe la plus faible du groupe, les Samoa. Après avoir atteint la pause sur le score de 4-0, elle remporte ce premier match 10 à 1, avec notamment, un quadruplé de Lorenzo Tehau. Deux jours plus tard, Tahiti rencontre la Nouvelle-Calédonie. Au bout d'un peu plus d'une demi-heure de jeu, les Tahitiens mènent 3-0. Les Néo-Calédoniens se retrouvent à neuf, après deux expulsions mais réussissent à revenir à 3-2. Dans les dix dernières minutes, Roihau Degage creuse l'écart avant que Dick Kauma ne porte le score à 4-3. Cette victoire étriquée permet aux Tahitiens d'atteindre les demi-finales avec au moins un nul lors du troisième et dernier match. Le 5 juin, Tahiti domine Vanuatu 4 à 1, grâce aux trois frères Tehau (qui marquent chacun un but). Première de sa poule, l'équipe rencontre en demi-finale le deuxième du groupe B, les îles Salomon.
Le vendredi 8 juin, au stade Lawson Tama de Honiara, la formation polynésienne accède à la finale en remportant son match contre le pays hôte. Après un quart d'heure de jeu, Jonathan Tehau ouvre le score. Sous une chaleur écrasante, soutenus par leur public, les joueurs des Salomon ont tenté en vain d'égaliser. Au contraire, Lorenzo Tehau aurait pu doubler la mise. Sur un corner, en fin de première mi-temps, un défenseur, sur sa ligne de but, dévie son tir, alors que le gardien était battu.
Deux jours plus tard, le 10 juin 2012, Tahiti s'impose face à la Nouvelle-Calédonie en finale et remporte la compétition. La revanche du match de poule se termine sur le score de 1 à 0. Steevy Chong Hue ouvre la marque, à la 11e minute. Les Tahitiens auront deux autres occasions franches de doubler la mise, en première mi-temps. Les Néo-Calédoniens, un temps dépassés, reprennent le match en main et dominent totalement la seconde mi-temps. Les nombreuses tentatives des Mélanésiens échoueront, permettant à l'équipe de Tahiti de remporter le trophée, le premier qui échappe aux Australiens et Néo-Zélandais. Cela lui permet, également, de devenir la troisième nation océanienne à participer à la Coupe des confédérations, organisée l'année suivante au Brésil. Tahiti pourra ainsi se mesurer à trois autres sélections nationales.
Les frères Tehau (et leur cousin) ont inscrit quinze des vingt buts de leur sélection et le capitaine de l'équipe Nicolas Vallar a été élu meilleur joueur du tournoi.

### Effectif
Voici la liste des 19 joueurs sélectionnés par Eddy Etaeta pour la phase finale de la Coupe d'Océanie 2012 :
| Effectif actuel |     |                     |                    |            |      |                  |
| N°              | Pos | Nom                 | Date de naissance  | Sélections | Buts | Club             |
| --------------- | --- | ------------------- | ------------------ | ---------- | ---- | ---------------- |
| 1               | GB  | Mikaël Roche        | 24 décembre 1982   |            |      | AS Dragon        |
| 21              | GB  | Xavier Samin        | 1er janvier 1978   |            |      | AS Dragon        |
|                 |     |                     |                    |            |      |                  |
| 3               | DF  | Tamatoa Wagemann    | 18 mars 1980       |            |      | AS Dragon        |
| 4               | DF  | Teheivarii Ludivion | 1er janvier 1989   |            |      | AS Tefana        |
| 8               | DF  | Angelo Tchen        | 8 mars 1982        |            |      | AS Tefana        |
| 10              | DF  | Nicolas Vallar      | 22 octobre 1983    |            |      | AS Dragon        |
| 18              | DF  | Edson Lemaire       | 31 octobre 1990    |            |      | AS Dragon        |
| 19              | DF  | Vincent Simon       | 28 septembre 1983  |            |      | AS Dragon        |
|                 |     |                     |                    |            |      |                  |
| 6               | ML  | Lorenzo Tehau       | 10 avril 1989      |            |      | AS Tefana        |
| 7               | ML  | Henri Caroine       | 7 septembre 1981   |            |      | AS Dragon        |
| 9               | ML  | Teaonui Tehau       | 1er septembre 1992 |            |      | AS Dragon        |
| 12              | ML  | Hiroana Poroiae     | 22 avril 1986      |            |      | AS Manu-Ura      |
| 15              | ML  | Heimano Bourebare   | 15 mai 1989        |            |      | AS Tefana        |
| 16              | ML  | Pierre Kohumoetini  | 18 février 1987    |            |      | AS Saint-Etienne |
| 17              | ML  | Jonathan Tehau      | 5 janvier 1988     |            |      | AS Dragon        |
|                 |     |                     |                    |            |      |                  |
| 2               | AT  | Alvin Tehau         | 10 avril 1989      |            |      | AS Tefana        |
| 11              | AT  | Manaraii Porlier    | 1er décembre 1989  |            |      | AS Excelsior     |
| 13              | AT  | Steevy Chong Hue    | 26 janvier 1990    |            |      | AS Dragon        |
| 14              | AT  | Roihau Degage       | 12 décembre 1988   |            |      | AS Tefana        |

### Premier tour
| Rang | Équipe             | Pts | J | G | N | P | Bp | Bc | Diff |
| ---- | ------------------ | --- | - | - | - | - | -- | -- | ---- |
| 1    | Tahiti             | 9   | 3 | 3 | 0 | 0 | 18 | 5  | +13  |
| 2    | Nouvelle-Calédonie | 6   | 3 | 2 | 0 | 1 | 17 | 6  | +11  |
| 3    | Vanuatu            | 3   | 3 | 1 | 0 | 2 | 8  | 9  | -1   |
| 4    | Samoa              | 0   | 3 | 0 | 0 | 3 | 1  | 24 | -23  |

| 1er juin 2012 | Tahiti                                                                                       | 10 - 1 | Samoa    | Lawson Tama Stadium, Honiara                 |                                              |
| 12:00         | L.Tehau 8e, 82e, 84e, 85e · J.Tehau 16e 78e · A.Tehau 18e, 40e · T.Tehau 54e · Chong Hue 61e |        | Malo 69e | Spectateurs : 3 000 Arbitrage : Gerald Oiaka | Spectateurs : 3 000 Arbitrage : Gerald Oiaka |
| 12:00         | (Rapport)                                                                                    |        |          | Spectateurs : 3 000 Arbitrage : Gerald Oiaka | Spectateurs : 3 000 Arbitrage : Gerald Oiaka |

| 3 juin 2012 | Tahiti                                                     | 4 - 3 | Nouvelle-Calédonie               | Lawson Tama Stadium, Honiara               |                                            |
| 15:00       | A.Tehau 19e · Vallar 28e (pen.) · L.Tehau 34e · Degage 86e |       | Bako 76e · Haeko 83e · Kauma 89e | Spectateurs : 3 500 Arbitrage : Chris Kerr | Spectateurs : 3 500 Arbitrage : Chris Kerr |
| 15:00       | (Rapport)                                                  |       |                                  | Spectateurs : 3 500 Arbitrage : Chris Kerr | Spectateurs : 3 500 Arbitrage : Chris Kerr |

| 5 juin 2012 | Tahiti                                                      | 4 - 1 | Vanuatu     | Lawson Tama Stadium, Honiara                  |                                               |
| 15:00       | Vallar 14e (pen.) · J.Tehau 37e · A.Tehau 57e · T.Tehau 86e |       | Tasso 90+5e | Spectateurs : 1 000 Arbitrage : Peter O'Leary | Spectateurs : 1 000 Arbitrage : Peter O'Leary |
| 15:00       | (Rapport)                                                   |       |             | Spectateurs : 1 000 Arbitrage : Peter O'Leary | Spectateurs : 1 000 Arbitrage : Peter O'Leary |

### Phase à élimination directe
|  | Demi-finales       | Demi-finales       |                        |   | Finale  | Finale  |
|  | Demi-finales       | Demi-finales       |                        |   | Finale  | Finale  |
|  |                    |                    |                        |   |         |         |
|  | 8 juin             | 8 juin             |                        |   | 10 juin | 10 juin |
|  | 8 juin             | 8 juin             |                        |   | 10 juin | 10 juin |
|  | Tahiti             | 1                  |                        |   | 10 juin | 10 juin |
|  | Tahiti             | 1                  |                        |   | 10 juin | 10 juin |
|  | Îles Salomon       | 0                  |                        |   | 10 juin | 10 juin |
|  | Îles Salomon       | 0                  | Tahiti                 | 1 |         |         |
|  | 8 juin             |                    | Tahiti                 | 1 |         |         |
|  |                    | Nouvelle-Calédonie | 0                      |   |         |         |
|  | Nouvelle-Zélande   | Nouvelle-Calédonie | 0                      | 0 |         |         |
|  | Nouvelle-Zélande   |                    |                        | 0 |         |         |
|  | Nouvelle-Calédonie | 2                  |                        |   |         |         |
|  | Nouvelle-Calédonie | 2                  | Match pour la 3e place |   |         |         |
|  |                    |                    |                        |   |         |         |
|  | 10 juin            |                    |                        |   |         |         |
|  |                    |                    |                        |   |         |         |
|  | Îles Salomon       | 3                  |                        |   |         |         |
|  | Îles Salomon       | 3                  |                        |   |         |         |
|  | Nouvelle-Zélande   | 4                  |                        |   |         |         |
|  | Nouvelle-Zélande   | 4                  |                        |   |         |         |

#### Demi-finales
| 8 juin 2012 | Tahiti      | 1 – 0 | Îles Salomon | Lawson Tama Stadium, Honiara                   |                                                |
| 11:00       | J.Tehau 15e |       |              | Spectateurs : 15 000 Arbitrage : Peter O'Leary | Spectateurs : 15 000 Arbitrage : Peter O'Leary |
| 11:00       | (Rapport)   |       |              | Spectateurs : 15 000 Arbitrage : Peter O'Leary | Spectateurs : 15 000 Arbitrage : Peter O'Leary |

#### Finale
| 10 juin 2012 | Tahiti        | 1 – 0 | Nouvelle-Calédonie | Lawson Tama Stadium, Honiara                  |                                               |
| 15:00        | Chong Hue 11e |       |                    | Spectateurs : 9 000 Arbitrage : Peter O'Leary | Spectateurs : 9 000 Arbitrage : Peter O'Leary |
| 15:00        | (Rapport)     |       |                    | Spectateurs : 9 000 Arbitrage : Peter O'Leary | Spectateurs : 9 000 Arbitrage : Peter O'Leary |

- Grâce à ce succès, l'équipe de Tahiti se qualifie pour la prochaine édition de la Coupe des confédérations en 2013 au Brésil.